# Palaeospheniscus patagonicus
Il Palaeospheniscus patagonicus (Moreno & Mercerat, 1891) è un pinguino ormai estinto,  conosciuto in base a reperti fossili risalenti al Miocene inferiore. 

## Distribuzione e habitat
I resti fossili disponibili provengono da Trelew e Gaiman, due località della provincia di Chubut, Argentina.

## Sistematica
Monotipico

## Aspetti morfologici
Alto 65-75 cm, somigliante al pinguino africano (Spheniscus demersus).

## Status e conservazione
Fossile.